# نفيق خشائي
يوجد النفيق الخشائي في جانب الحفرة الوداجية في العظم الصدغي، يدخل من هذا النفيق الفرع السمعي من العصب الحائر.

## صور إضافية

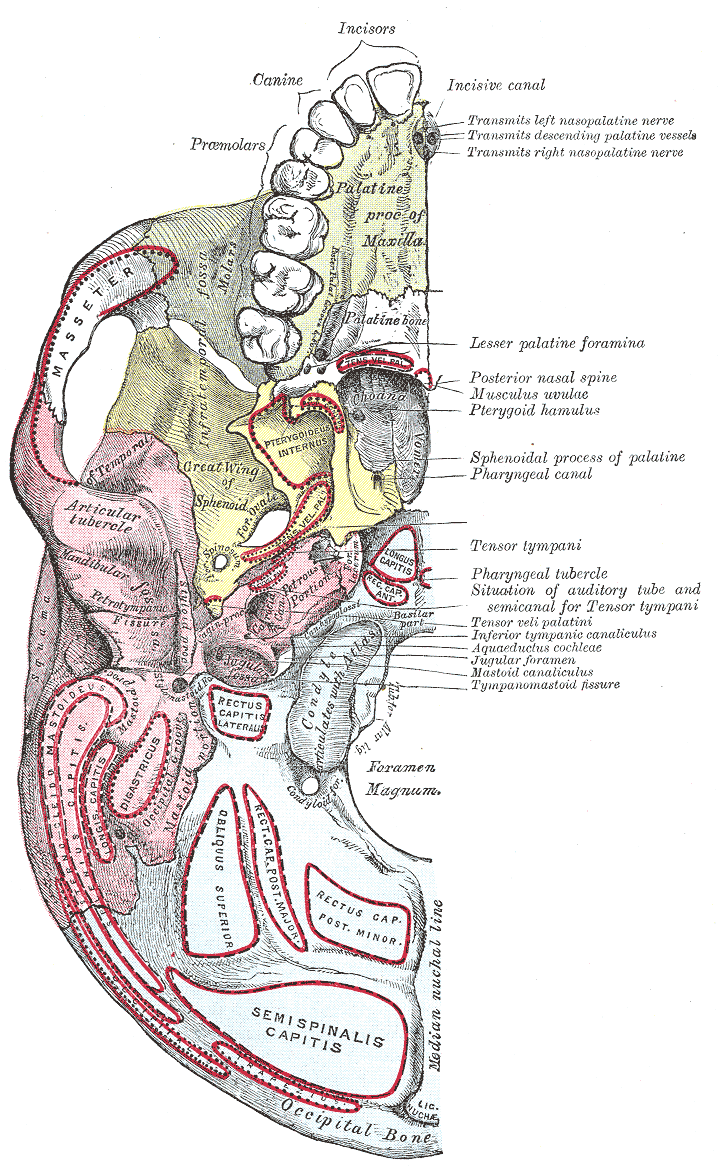
السطح الداخلي لقاعدة الجمجمة.